# Кшивулька (гміна Шиплішкі)
Кшивулька (пол. Krzywólka) — село в Польщі, у гміні Шиплішки Сувальського повіту Підляського воєводства.
Населення — 59 осіб (2011).
У 1975—1998 роках село належало до Сувальського воєводства.

## Демографія
Демографічна структура станом на 31 березня 2011 року:
|          | Загалом | Допрацездатний вік | Працездатний вік | Постпрацездатний вік |
| -------- | ------- | ------------------ | ---------------- | -------------------- |
| Чоловіки | 33      | 5                  | 26               | 2                    |
| Жінки    | 26      | 2                  | 20               | 4                    |
| Разом    | 59      | 7                  | 46               | 6                    |